# Chhuikadan
1750 – 1950
Entités précédentes :
- Raj britannique

Entités suivantes :
- Inde

Chhuikadan est un ancien État princier des Indes, aujourd'hui dans le Chhattisgarh Il a été fondé en 1750 quand le zamindari est conféré au Mahant Rup Das par Madhoji Bhonsle.

## Dirigeants: Mahant
- 1750 - 1780 : Rup Dâs
- 1780 - ? : Tulsi Dâs
- ? - 1845 : Balmakund Dâs
- 1845 - 1887 : Lakshman Dâs
- 1887 - 1896 : Shyam Kishore Dâs
- 1897 - 1898 : Radha Ballabh Kishore Dâs
- 1898 - 1903 : Digvijay Yugal Kishore Dâs
- 1903 - 1940 : Bhudav Kishore Dâs
- 1940 - 1947 : Rituparn Kishore Dâs (en)